# StarCraft: Brood War
StarCraft: Brood War (укр. Зоряне ремесло: Війна виводків) — доповнення до науково-фантастичної відеогри жанру стратегії в реальному часі StarCraft. Розроблене та випущене Blizzard Entertainment 30 листопада 1998 року для Microsoft Windows та Mac OS Classic. Доповнення включає три нові кампанії, що продовжують ігрову історію там, де зупинилась розповідь оригінальної StarCraft, а також набори карт, музику, додаткові бойові одиниці для кожної раси та технічні поліпшення. Події, що сталися після Brood War, описує гра StarCraft II: Wings of Liberty та її доповнення.
Brood War була добре прийнята ігровою пресою, яка відзначила її ігрову повноцінність, що відрізняється від звичайного доповнення. Станом на 31 травня 2007 року StarCraft і Brood War розійшлися загальним тиражем в 10 млн копій. Доповнення, як і оригінальна гра, стало особливо популярним в Південній Кореї, де в турнірах по ній беруть участь професійні гравці і команди.
Станом на 19 квітня 2017 року оригінальні StarCraft і її доповнення Brood War стали безкоштовними для завантаження в сервісі Battle.net. Перевидана версія оригіналу та доповнення вийшла 14 серпня 2017 року.

## Ігровий процес

Ігровий процес Starcraft: Brood War — Протосси атакують базу Зергів

### Нововедення
Порівняно з оригінальною StarCraft, ігровий процес принципово не змінився, але було змінено ігровий баланс і додано нові війська. Зміни включали зміну вартості юнітів і їхні здібності. В одиночній кампанії місії стали не повністю лінійними, і вимагають більшого фокусування на стратегічній складовій. Крім того, в доповненні було вдосконалено штучний інтелект, що підвищило складність гри проти комп'ютера.
Кожна раса отримала по одному наземному юніту: Луркер (зерги), Медик (террани), Темний Тамплієр (протосси). Також кожна раса отримала по повітряному юніту, здатному атакувати тільки повітряні цілі: Пожирач (зерги), Валькірія (террани), Корсар (протосси).

### Кампанії
Сюжет доповнення поділений на три послідовні кампанії, також звані епізодами. Їхня нумерація починається з IV, оскільки вони є прямими продовженнями трьох кампанії зі Starcraft.
У першій кампанії гравець отримує роль Вершителя протоссів, як і в оригінальному StarCraft. Його командирами стають темний тамплієр Зератул і суддя Алдаріс, які об'єдналися заради порятунку свого народу від зергів. До них приєднується повстанець проти режиму Менгска, Джим Рейнор, та Артаніс — молодий офіцер з касти тамплієрів, а також матріарх Темних Тамплієрів Рашжагал.
Друга кампанія ведеться від імені офіцера експедиційного флоту Об'єднаного Земного Директорату (ОЗД) на службі в адмірала Жерара Дюгалла і віце-адмірала Олексія Стукова. Для захоплення сектора ОЗД планує знищити Домініон терранів разом з його імператором Арктуром Менгском, в чому їм допомагає спецпризначенець, «привид» Самір Дюран.
У фінальній кампанії гравець отримує роль Церебрала зергів, котрий підкорюється Сарі Керріган. Вона вирішує знищити спільну загрозу від ОЗД, для чого створює хитку коаліцію з протоссів та військ Рейнора і Менгска.

## Історія
Події починаються через два дні після знищення Тассадаром Надрозуму зергів, який керував ними. Без лідера владу над зергами отримали декілька нижчих спеціальних організмів — церебралів. Тим часом Об'єднаний Земний Директорат (ОЗД), який відкрив, що зниклі кораблі з Землі стали основою цивілізації терранів в секторі Копрулу, вирішив відправити туди війська для усунення потенційної загрози Землі і захоплення планет сектору.

### Кампанія протоссів
Після того як Тассадар пожертвував собою заради знищення Надрозуму зергів, зерги розпорошилися Айуром. Командувачі протоссів Алдаріс, Зератул і Артаніс, який нещодавно до них приєднався, евакуюють свій народ зі Айуру через Браму викривлення. Вони перепрявляють вцілілих в колонію Темних Тамплієрів на планеті Шакурас, де їх приймає матріарх Темних Тамплієрів Рашжагал. Зерги переслідують їх та потрапляють на цю планету. Командування приймає рішення скористатися для їх знищення артефактом прадавньої зниклої раси зел'наґа.
Щоб активувати його, протосси розшукують два кристала, що знаходяться на планетах Браксис і Чар, і доставляють їх до храму нел'наґа. В цьому їм доводиться об'єднати зусилля з Сарою Керріган, котра запропонувала їм союз, щоб влада на Роєм не дісталася новому Надрозуму Доґґоту на планеті Чар. За час відсутності Зератула і Артаніса Алдаріс підіймає повстання проти Темних Тамплієрів через їхній альянс з Керріган. Бунт придушують, а Алдаріса вбиває сама Сара. Розірвавши союз з нею, Зератул і Артаніс активізують артефакт зел'наґа, енергії двох кристалів з'єднуються і знищують всіх зергів на Шакурасі. Це рятує протоссів, але зміцнює Керріган, яка позбулася неконтрольованих зергів.

### Кампанія терранів
Флот землян під командуванням адмірала Жерара Дюгалла і віце-адмірала Олексія Стукова прибуває в сектор Копрулу. Їх місія полягає у встановленні контролю над терранами, і возз'єднанні розділеного людства. Проте вони стикаються з опором новоствореного Домініону терранів. Офіцер колишньої Конфедерації Самір Дюран пропонує їм свої послуги, і Олексій Стуков призначає його своїм спеціальним радником. ОЗД незабаром виявляє на колишній столиці Конфедерації Тарсонісі псі-аннулятор — пристрій, що руйнує зв'язки зграй зергів з керівними організмами.
Хоча Дюран переконує адмірала Дюгалла знищити пристрій, Стуков вважає за правильне цього не робити і поки тримає своє рішення в таємниці. ОЗД починає захоплення столиці Домініону — планети Корхал IV, де перемагає армію Арктуруса Менгска, але самого імператора рятує флот протоссів в союзі з Джимом Рейнором. Директорат переслідує Рейнора до рідного світу протоссів Айур, але той втікає, коли Дюран відведенням своїх сил дозволяє зергам перешкодити операції. Стуков усвідомлює, що Дюран — саботажник і ворожий шпигун, а також підозрює, що той заражений зергами. Віце-адмірал відновлює псі-аннулятор на Браксисі, але Дюгалл не знає про його істинні плани, і вважає Стукова зрадником. Гравець допомагає Дюрану вистежити Стукова, але тому перед смертю вдається показати справжню сутність Дюрана, і гравець запобігає знищенню псі-аннулятора. У підсумку ОЗД вдається захопити й поневолити новий Надрозум псі-силами й наркотиками.

### Кампанія зергів
В руках ОЗД опинилася надзвичайно велика й небезпечна як для Керріган, так і для терранів з протоссами сила. Для руйнування псі-аннулятора, Керріган і Самір Дюран укладають союз з військами Джима Рейнора, Арктура Менгска і протоссами претора Фенікса. Після знищення пристрою, зерги нападають на Корхал, швидко відбивши планету у Директорату.
Потім Керріган зраджує своїх союзників, і знищує більшу частину військ Домініону, також убивши Фенікса і Едмунда Дюка. Керріган разом з Дюраном вирушає на Шакурас, де викрадає Рашжагал, щоб шантажем примусити Зератула вбити Надрозум. Так Керріган стає єдиною володаркою зергів. Зератул намагається врятувати Матріарха, але гравець не дає йому зробити цього, і протосс вбиває її, позаяк вона стала маріонеткою Керріган.
Покинувши Чар в пошуках Артаніса, Зератул виявляє лабораторію, де Дюран, не ставлячи до відома Керріган, створює гібриди зергів з протоссами. У цей час на зергів нападають об'єднані війська Домініону, ОЗД і флоту протоссів під командуванням Артаніса, але зазнають поразки.
В епілозі Керріган дозволяє уцілілим кораблям ОЗД вирушити у бік Землі, давши їм невелику фору, після чого відправляє в погоню Рій. Тепер не маючи підтримки і бувши далеко від планет, флот гине, не встигнувши доставити інформацію про події в секторі Копрулу на Землю.

## Розробка
Розробка Brood War почалася незабаром після випуску StarCraft в 1998 році, про що було оголошено після виходу перших двох доповнень: Insurrection і Retribution. Велика частина команди Blizzard Entertainment, яка брала участь у розробці StarCraft, взяла участь у створенні Brood War. У цьому їм допомагали співробітники Saffire, що займалися програмуванням і проєктуванням рівнів, а також візуальними та аудіо ефектами. Ігровий продюсер Шейн Дабірі пообіцяв, що в Brood War буде приділено більшу увагу до подання сюжету за допомогою геймплею. Він зауважив, що цілі місій також будуть відображати історію, а не просто будуть присвячені знищенню ворога. Спочатку реліз був намічений в США на жовтень 1998, але потім він був перенесений на 30 листопада.